# (7135) 1993 VO
(7135) 1993 VO là một tiểu hành tinh vành đai chính. Nó được phát hiện bởi Yoshisada Shimizu và Takeshi Urata ở Đài thiên văn Nachi-Katsuura ở Nachikatsuura, Wakayama Prefecture, Nhật Bản, ngày 5 tháng 11 năm 1993.